# Università statale della Florida

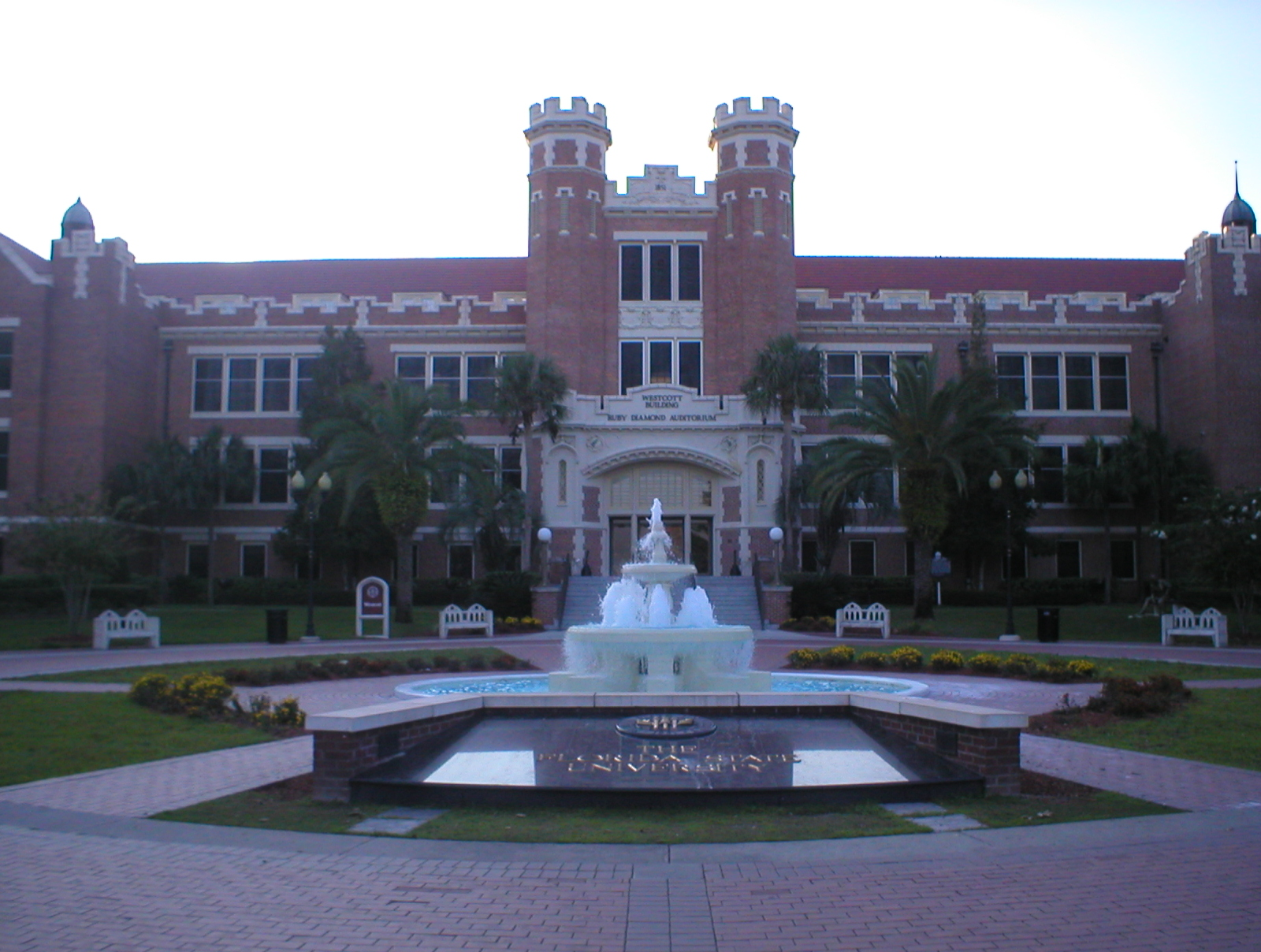
Wescott Building, una delle strutture della Florida State University

L'Università statale della Florida (in inglese Florida State University, conosciuta anche come Florida State o FSU) è una delle più importanti università pubbliche dello stato americano della Florida. Fondata nel 1851, è la più antica università dello Stato ancora attiva. Ha sede nella capitale statale, la cittadina di Tallahassee.
L'ateneo è composto da 15 college distinti e 39 tra istituti e centri di ricerche. Ogni anno conferisce circa 2 000 diplomi di laurea in più di 300 materie di studio. Anche l'attività di ricerca è molto sviluppata, con circa 300 nuovi dottori di ricerca ogni anno. È inoltre membro del National Sea Grant College Program e del National Space Grant College and Fellowship Program, due programmi di ricerca nazionali specializzati rispettivamente nella salvaguardia delle coste e dell'ambiente marino e nella ricerca aerospaziale.
A Florida State si trova il National High Magnetic Field Laboratory, un laboratorio di eccellenza per la ricerca sui campi magnetici. Inoltre, nel 1989 fu sintetizzato qui il taxolo, una molecola con importanti applicazioni nella cura dei tumori.
Le principali materie di insegnamento e ricerca sono: scienze naturali, scienze sociali e politiche, cinema, ingegneria, arti visive e teatro, economia, medicina e legge. Il programma di studi per assistente sociale (College of Social Work) è il maggiore di tutta la nazione.

## College
- College of Arts & Sciences (fondato nel 1901)
- College of Human Sciences (1901)
- College of Education (1901)
- College of Music (1901)
- College of Social Work (1928)
- College of Visual Arts, Theatre & Dance (1943)
- College of Communication and Information (1947)
- College of Business (1950)
- College of Nursing (1950)
- College of Law (1966)
- College of Social Sciences and Public Policy (1973)
- College of Criminology and Criminal Justice (1974)
- College of Engineering (1983)
- College of Motion Picture, Television and Recording Arts (1989)
- College of Medicine (2000)

## Laboratori

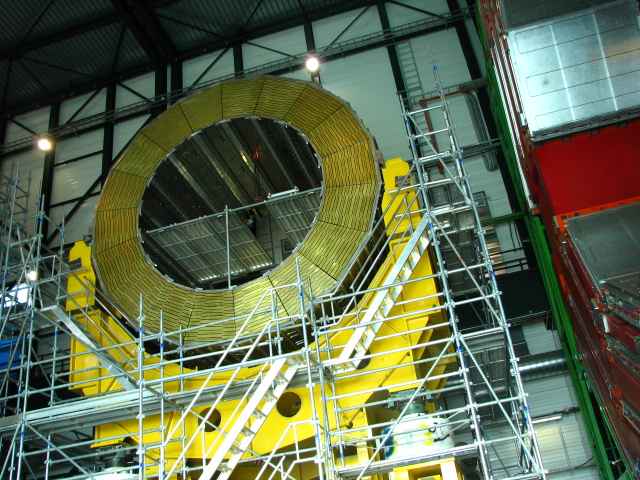
Una delle strutture del Mag Lab

Tra i tanti centri di ricerca spicca il National High Magnetic Field Laboratory, o Mag Lab. Questo laboratorio di ricerca è considerato il più fornito laboratorio al mondo per la ricerca sui campi magnetici. È l'unico del suo genere in tutti gli Stati Uniti, e nel mondo ne esistono soltanto 9. Ogni anno, circa 1 000 scienziati vengono ospitati nel Mag Lab, e hanno la possibilità di utilizzare gratuitamente la sofisticata strumentazione. Vi si svolgono ricerche di base e applicate di fisica, biologia, bioingegneria, chimica, biochimica, geochimica, scienze dei materiali e ingegneria.

## Sport
La squadra sportiva dell'università sono i Florida State Seminoles. I Seminoles fanno parte della NCAA Division I (Division I FBS nel football americano) e della Atlantic Coast Conference. La squadra compete in 17 diverse discipline, 8 maschili e 9 femminili, e ha vinto 12 titoli nazionali universitari. Le discipline di maggior successo sono baseball, football americano e, recentemente, atletica leggera. È celebre la rivalità sportiva con la squadra dell'altra grande università dello Stato, i Florida Gators.

### Discipline sportive

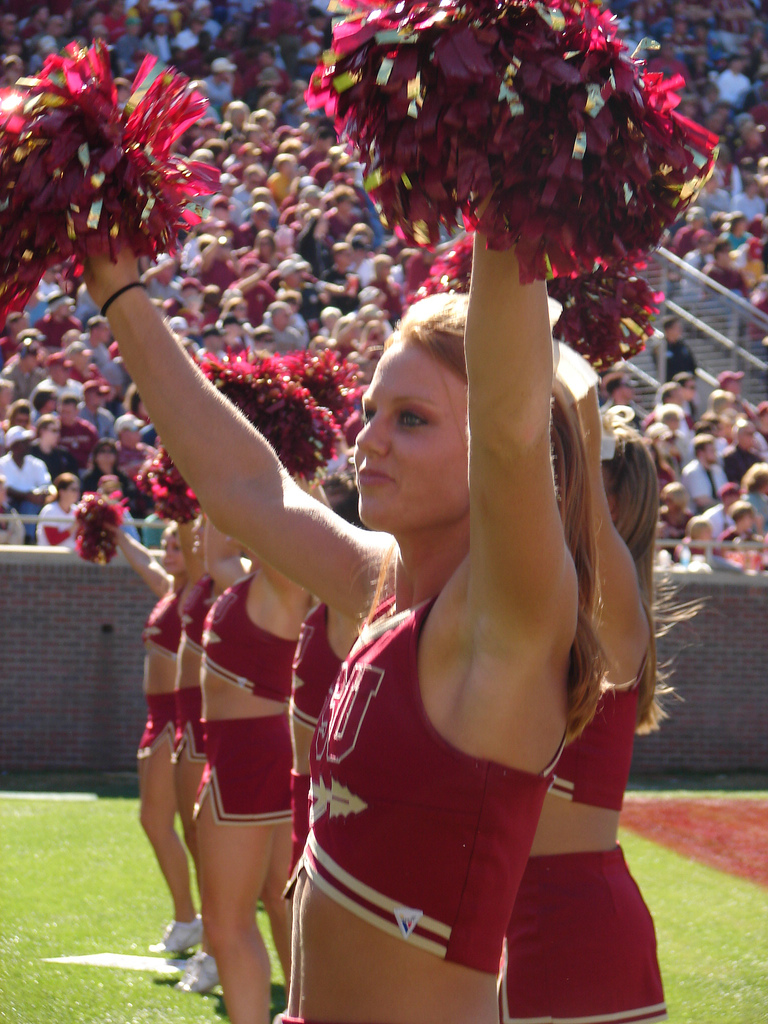
Cheerleader di Florida State

- Maschili
  - Atletica Leggera
  - Baseball
  - Cross Country
  - Football americano
  - Golf
  - Nuoto e Tuffi
  - Pallacanestro
  - Tennis
- Femminili
  - Atletica Leggera
  - Calcio
  - Cross country
  - Golf
  - Nuoto e Tuffi
  - Pallacanestro
  - Pallavolo
  - Softball
  - Tennis